# Zamarada erugata
Zamarada erugata är en fjärilsart som beskrevs av Fletcher 1974. Zamarada erugata ingår i släktet Zamarada och familjen mätare. Inga underarter finns listade i Catalogue of Life.